# Moeder van de guerilla
Moeder van de guerilla is een hoorspel naar de novelle Guerilla Mother van Pearl S. Buck (verschenen in Today and Forever: Stories of China, 1941). J.F. Kliphuis vertaalde ze en de NCRV zond het hoorspel uit op vrijdag 12 januari 1968, als aflevering 8 van de reeks Sterker dan de tijd. De mooiste verhalen in radiostijl (redactie: Dr. C. Rijnsdorp). De regisseur was Wim Paauw. De uitzending duurde 44 minuten.

## Rolbezetting
- Enny Mols-de Leeuwe (mevrouw Chien)
- Frans Somers (Tung Li)
- Hetty Berger (een vrouwenstem)

## Inhoud
In China breekt de revolutie uit. Er ontstaat een chaos, en tot overmaat van ramp komt dan de invasie van de Japanners. Het volk is radeloos, de soldaten vluchten in paniek. Een vrouw brengt de vluchtende soldaten tot staan. Er gaat iets merkwaardigs van haar uit. Zij spreekt zulke wijze woorden dat iedereen zich afvraagt waarom men toch op de vlucht sloeg, terwijl het mogelijk schijnt te zijn de vijand af te schudden. De vrouw is vastberaden. Zij weet meer dan enige Chinese vrouw ooit zou kunnen weten. Zij moet van hemelse afkomst zijn, gezonden om haar volk te helpen…